# Робертс, Гордон Рей
Гордон Рэй Робертс (англ. Gordon Ray Roberts; род. 14 июня 1950) — офицер армии США в отставке, удостоился высочайшей американской награды — медали Почёта за свои действия 11 июля 1969 года в ходе службы пехотинцем первого батальона 506-го полка 101-й воздушно-десантной дивизии во время Вьетнамской войны.

## Биография

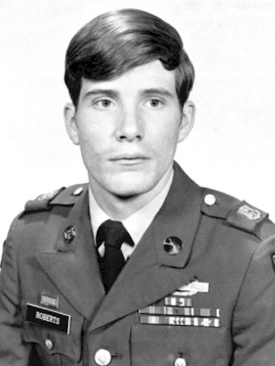
Робертс в ходе службы солдатом.

Родился 14 июня 1950 года в городе Мидлтаун, штат Огайо. В дальнейшем его основным местом проживания стал город Ливан, штат Огайо.
Через три дня после выпуска из средней школы в мае 1968 года, Робертс вступил в ряды армии США. Прошёл подготовку в Форт-Беннинге, штат Джорджия, затем окончил пехотную школу. Был зачислен в роту В, первого батальона, 506-го пехотного полка, 101-й воздушно-десантной дивизии и в апреле 1969 года отправлен в Республику Вьетнам.
Робертс удостоился медалей Серебряная и Бронзовая звезда. 11 июля 1969 года в ходе боя на высоте 996 в рамках операции «Рандеву Монтгомери» Робертс в одиночку уничтожил три пулемётных гнезда противника, чем спас жизни более 20 сослуживцев. Всего Робертс провёл во Вьетнаме 14 месяцев, после чего в июне 1970 года вернулся в США.
2 марта 1971 года президент США Никсон наградил Робертса медалью Почёта за его действия 11 июля 1969 года. Робертс стал самым юным из прижизненно награждённых медалью Почёта, и до 2010 года был единственным награждённым не посмертно, находящимся на действительной службе. В 2010 году штаб-сержант армии Сальваторе Джюнта был награждён медалью Почёта, став первым военным со времён Вьетнамской войны, удостоившимся медали Почёта не посмертно.
После первого срока службы Робертс окончил университет Дайтоны и в 1974 году получил степень бакалавра по социологии. Он женился и стал отцом сына и дочери. После 11-летней карьеры социального работника Робертс в 1991 году вернулся в ряды армии уже в звании офицера. Робертс восемь лет прослужил в роте на строевых должностях — в Корее, Форт-Брэгге, Гаити, Форт-Гордоне и Ираке, и на штабных должностях — на аэродроме Хантер в Форт-Беннигсе и в Кувейте. С июня 2008 года по июль 2010 года Робертс командовал бригадой в Медицинском центре армии имени Уолтера Рида. 1 июля 2010 года Робертс возглавил первое командование тылового обеспечения (театра военных действий) в Форт-Брэгге, штат Северная Каролина. Затем он служил начальником штаба передового подразделения в лагере Арифджан, Кувейт. 18 мая 2012 года Робертс ушёл в отставку из армии США.

## Наградная запись к медали Почёта
За выдающуюся храбрость и отвагу проявленные в бою с риском для жизни при выполнении и перевыполнении долга службы. Сержант Робертс отличился в ходе службы стрелком роты В в ходе боевых действий.
Взвод сержанта Робертса маневрировал вдоль гребня готовясь к атаке вражеской позиции, хорошо укреплённой бункерами, откуда противник ведя огонь прижал к земле соседнюю роту. Когда взвод подошёл к вражеской позиции он внезапно оказался прижатым к земле огнём из пулемётов и гранатомётов с замаскированных вражеских укреплений на вершине господствующего холма. Заметив, что его взвод обездвижен и находится под угрозой провала своей миссии, сержант Робертс быстро пополз к ближайшему вражескому бункеру. Полностью пренебрегая своей безопасностью, он вскочил на ноги и бросился к бункеру, стреляя на бегу. Несмотря на плотный огонь противника, направленный на него, сержант Робертс подавил бункер с двумя солдатами противника.
Без колебаний сержант Робертс атаковал второй бункер. Когда он приблизился к бункеру, противник стрелковым огнём выбил автомат из его рук. Робертс подобрал оружие товарища и продолжил штурм, подавив [вражеский] бункер.
Робертс атаковал третий бункер и уничтожил его точными бросками ручных гранат. Несмотря на то что сержант Робертс оказался отрезанным от своего взвода он пошёл на штурм четвёртого вражеского бункера. Он прорвался через плотную завесу вражеского огня к соседней роте, прижатой вражеским огнём.
Оказавшись на открытом месте Робертс помогал эвакуировать раненых с позиций на вершине после чего вернулся к своему отряду.
Своими храбрыми и самоотверженными действиями сержант Робертс спас жизни товарищей и стал вдохновителем для солдат в разгроме противника.
Необычайный героизм Робертса, проявленный с риском для жизни, поддержал высочайшие традиции военной службы и принёс великую честь себе, своему подразделению и армии США.
Оригинальный текст (англ.)
For conspicuous gallantry and intrepidity in action at the risk of his life above and beyond the call of duty. Sgt. Roberts distinguished himself while serving as a rifleman in Company B, during combat operations.
Sgt. Roberts' platoon was maneuvering along a ridge to attack heavily fortified enemy bunker positions which had pinned down an adjoining friendly company. As the platoon approached the enemy positions, it was suddenly pinned down by heavy automatic weapons and grenade fire from camouflaged enemy fortifications atop the overlooking hill. Seeing his platoon immobilized and in danger of failing in its mission, Sgt. Roberts crawled rapidly toward the closest enemy bunker. With complete disregard for his safety, he leaped to his feet and charged the bunker, firing as he ran. Despite the intense enemy fire directed at him, Sgt. Roberts silenced the 2-man bunker.
Without hesitation, Sgt. Roberts continued his 1-man assault on a second bunker. As he neared the second bunker, a burst of enemy fire knocked his rifle from his hands. Sgt. Roberts picked up a rifle dropped by a comrade and continued his assault, silencing the bunker.
He continued his charge against a third bunker and destroyed it with well-thrown hand grenades. Although Sgt. Roberts was now cut off from his platoon, he continued his assault against a fourth enemy emplacement. He fought through a heavy hail of fire to join elements of the adjoining company which had been pinned down by the enemy fire.
Although continually exposed to hostile fire, he assisted in moving wounded personnel from exposed positions on the hilltop to an evacuation area before returning to his unit.
By his gallant and selfless actions, Sgt. Roberts contributed directly to saving the lives of his comrades and served as an inspiration to his fellow soldiers in the defeat of the enemy force. Sgt. Roberts' extraordinary heroism in action at the risk of his life were in keeping with the highest traditions of the military service and reflect great credit upon himself, his unit, and the U.S. Army.

## Награды
| | Медаль Почёта                                                         |
| Бронзовый пучок дубовых листьев | Серебряная звезда с одним бронзовым дубовым листом                    |
| | Орден «Легион почёта»                                                 |
| Бронзовый пучок дубовых листьев | Бронзовая звезда с одним бронзовым дубовым листом                     |
| Бронзовый пучок дубовых листьев · Бронзовый пучок дубовых листьев · Бронзовый пучок дубовых листьев · Бронзовый пучок дубовых листьев | Медаль «За похвальную службу» с четырьмя бронзовыми дубовыми листьями |
| | Медаль военно-воздушных сил с номером Strike/Flight «3»               |
| Бронзовый пучок дубовых листьев · Бронзовый пучок дубовых листьев · Бронзовый пучок дубовых листьев · Бронзовый пучок дубовых листьев | Похвальная медаль (армия) с четырьмя бронзовыми дубовыми листьями     |
| Бронзовый пучок дубовых листьев · Бронзовый пучок дубовых листьев · Бронзовый пучок дубовых листьев · Бронзовый пучок дубовых листьев | Медаль «За заслуги» (армия) с четырьмя бронзовыми дубовыми листьями   |
| | Президентская благодарность подразделению                             |

Значки
- Значок боевого пехотинца
- Parachutist Badge